# Faverdines
Faverdines ist eine französische Gemeinde mit 134 Einwohnern (Stand: 1. Januar 2022) im Département Cher in der Region Centre-Val de Loire; sie gehört zum Arrondissement Saint-Amand-Montrond und zum Kanton Châteaumeillant. 

## Geographie
Faverdines liegt etwa 48 Kilometer südlich von Bourges. Umgeben wird Faverdines von den Nachbargemeinden Saint-Georges-de-Poisieux im Norden und Nordosten, La Celette im Osten, Saulzais-le-Potier im Südosten und Süden, Loye-sur-Arnon im Westen sowie Arcomps im Nordwesten.

## Bevölkerungsentwicklung
| Jahr                       | 1962 | 1968 | 1975 | 1982 | 1990 | 1999 | 2006 | 2019 |
| Einwohner                  | 219  | 203  | 147  | 147  | 139  | 136  | 141  | 139  |
| Quellen: Cassini und INSEE |      |      |      |      |      |      |      |      |

## Sehenswürdigkeiten

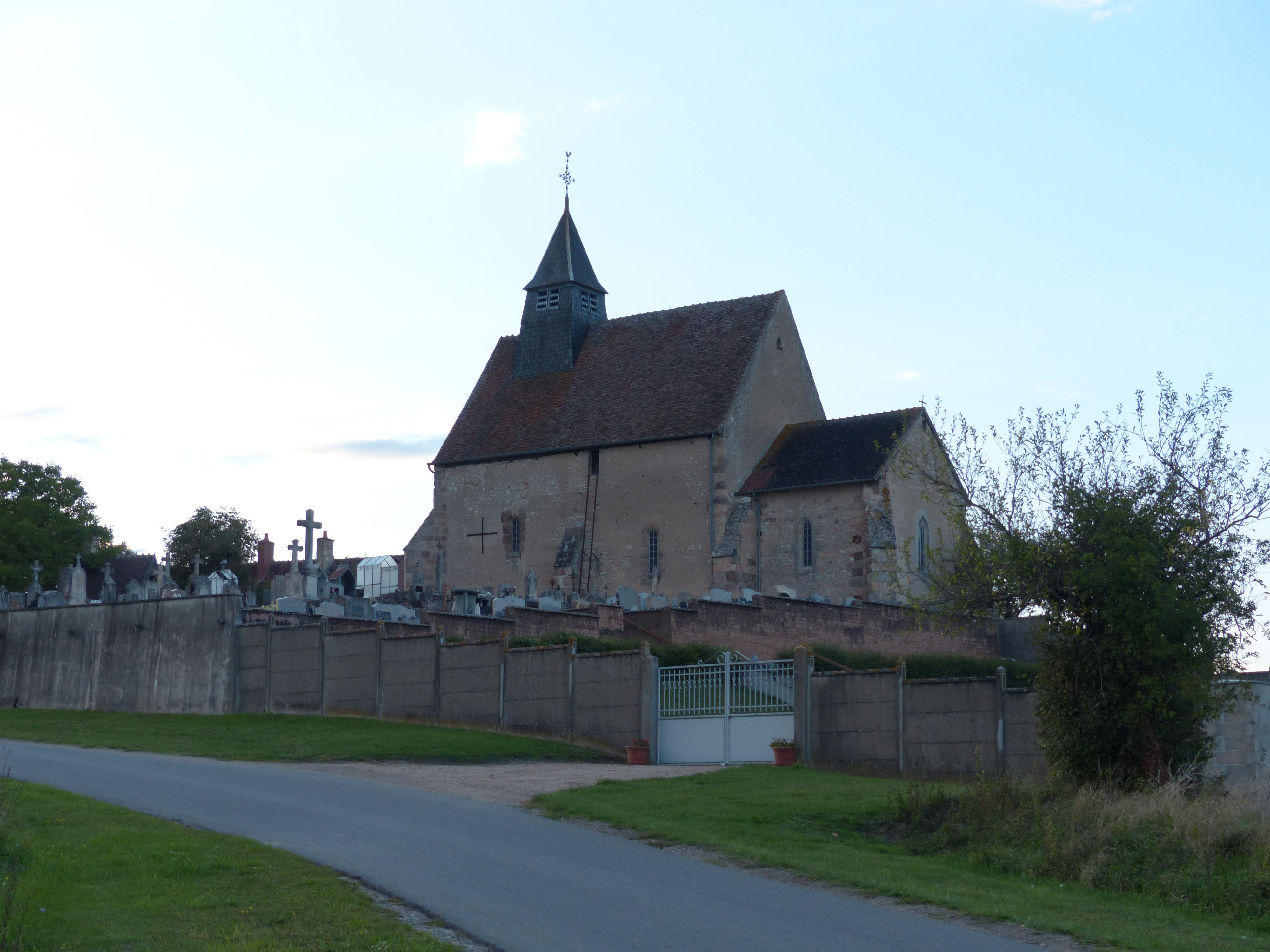
Kirche Saint-Aignan

- Kirche Saint-Aignan